# Edmund Lewandowski (duchowny)
Edmund Lewandowski (ur. 14 lutego 1897 w Meriden, zm. 20 lutego 1976 w Pniewach) – polski duchowny rzymskokatolicki.

## Życiorys
Syn Franciszka. Urodził się w USA, ale przed 1906 powrócił z rodzicami do Polski. W 1915 ukończył gimnazjum w Inowrocławiu. Z uwagi na zamknięcie w czasie I wojny światowej budynku Wyższego Seminarium Duchownego w Poznaniu zamierzał wstąpić do seminarium duchownego we Wrocławiu, ostatecznie został wysłany do Munster, gdzie spędził pięć semestrów, jeden semestr uczył się we Freising, a ostatni rok studiów odbył w Wyższym Seminarium Duchownym w Gnieźnie. Święcenia kapłańskie przyjął 14 czerwca 1919. 
Po święceniach pracował przez rok w Szamotułach, następnie w Obornikach, początkowo jako wikary, następnie rezydent, uczył w tamtejszej szkole średniej. W 1933 został mianowany administratorem, a w 1938 proboszczem parafii w Wieszczyczynie. W 1942 został aresztowany przez Gestapo, osadzony w Forcie VII w Poznaniu, a następnie w obozie koncentracyjnym w Dachau. 
Po zakończeniu II wojny światowej pozostał początkowo w Niemczech. Przez biskupa Józefa Gawlinę, który pełnił funkcję Ordynariusza dla Polaków w Niemczech i Austrii został mianowany jego delegatem w okręgu południowym w zachodniej strefie okupacyjnej Niemiec (okupacja amerykańska i francuska), z siedzibą w Mannheim oraz dziekanem okręgu Mannheim. 
Po powrocie do Polski od 1946 do 1954 był proboszczem parafii św. Marcina Biskupa w Mchach, a od 1954 do 1965 był proboszczem parafii św. Wawrzyńca w Pniewach. Następnie przeszedł na emeryturę, ale pozostał w Pniewach i tam zmarł, a następnie został pochowany. 
Był działaczem Głównej Komisji Księży przy Związku Bojowników o Wolność i Demokrację, w listopadzie 1954 został wybrany jednym z czterech wiceprzewodniczących GKK.

## Odznaczenia
- Krzyż Kawalerski Orderu Odrodzenia Polski (uchwałą Rady Państwa z 22 lipca 1953, za zasługi w pracy społecznej)[7]